# شيلة (فن)
شيلة هي فن شعبي سعودي من الموروث الشعبي المشهور في السعودية. تعتبر الشيلة أحد أنواع الحداء، وهو التغني بالشعر، وتختلف الشيلة عن الموال والغناء، بأن الموال تكثر فيه أحرف المد، وهو أقرب للغة العادي مع كثرة المدّ، أما الغناء فيكون بالآلات الموسيقية، والشيلة أقرب للغناء، ويستخدم فيها ألحان غنائية بدون المعازف.

## أصل التسمية
يقول سعد العبد الله الصويان في كتابه المُسمى «بالشعر النبطي: ذائقة الشعب وسلطة النص»: «وأقرب الحواس إلى الشعر هي حاسة السمع التي ترتبط بالإلقاء والإنشاد والغناء. ولذلك لا يستغرب أن يلجأ شعراء النبط في حديثهم عن الأوزان الشعرية إلى مصطلحات موسيقية تتعلق بغناء الشعر وألحانه وإيقاعاته. حينما يريد الشاعر أن يتأكد من سلامة وزن البيت فإنه يرفع به عقيرته، يغنيه، لا يقطّعه. وهو لا يسأل عن بحر القصيدة وإنما عن "شيلة" القصيدة أو "طَرْق" القصيدة. وكلمة "شيله" مشتقة من "شال" بمعنى "رفع" وتعبر عن رفع الصوت بالغناء، وكلمة "طرق" تفيد معنى القرع المتكرر بانتظام، أي الموقع.»

## دخول المعازف للشيلات
في الأعوام الأخيرة، أدخلت المعازف لها مع الطبول والدفوف وهو ما لم يكن معروفا في هذا الفن.

## حكمها في الدين الإسلامي
لم يرد نص شرعي للحكم بخصوصها، لكن يرجع الحكم فيها لقواعد الشرع، فمتى ما كانت خالية عن المعازف، وآلات الطرب؛ فلا تدخل في المنهي عنه شرعا إلا لسبب يقتضي ذلك، فحلها وحرمتها لا لذاتها، بل بحسب الأمور المتعلقة بها. فإن كان سماعها أو أداؤها بآلات الطرب؛ فحكمها حكم الغناء، وإن كان بغير ذلك؛ فلا بأس بها إلا لسبب يخالف الشرع، فمن ذلك أنه لا يجوز للمرأة التغني للرجال الأجانب؛ لأن الله تعالى أمرها في الكلام أن تقول قولا معروفا، من غير الخضوع بالقول، والتغني وتطريب الكلام لا يعد قولا معروفا. ومن أهم أسباب المخالفة للشرع: ما يتعلق بكلمات الشيلة، إن كانت مخلة بالمروءة بكلام فاحش أو قبيح، أو تضليل أو تجريح أو تشهير أو ذم أو هجاء أو غزل أو تشبيب، وخصوصا إن كان ذلك في معين، أو كان يثير الفتنة أو يخالف القيم والأخلاق أو غير ذلك، من الأمور المخالفة للشرع. وقد ذكر في شرح منظومة الآداب: جواز نشيد الأعراب، وحداء الإبل في الأسفار، واستدل بحديث: «يا أنجشة رويدك بالقوارير». [وفقًا لِمَن؟]